# Heterodermia tropica
Heterodermia tropica är en lavart som först beskrevs av Kurok., och fick sitt nu gällande namn av Kurok. Heterodermia tropica ingår i släktet Heterodermia och familjen Physciaceae.   Inga underarter finns listade i Catalogue of Life.